# 곡률반지름

Radius of curvature라고 표시된 부분(파란색)이 곡률반지름이다.

곡률반지름은 곡률의 역수로, 곡선에 가장 멀리하는 원호의 반지름으로 정의된다.
곡선의 경우 해당 지점에서 곡선에 가장 근접한 원호의 반지름과 같다. 표면의 경우 곡률반지름은 정축면 또는 그 조합에 가장 잘 맞는 원의 반지름이다.

## 같이 보기
- 완화곡선